# Betty Ford
Elizabeth Betty Ann Bloomer Warren Ford, ameriška plesalka in fotomodel, * 8. april 1918, Chicago, Illinois, ZDA, † 8. julij 2011,Rancho Mirage, Kalifornija, ZDA.
Fordova je bila prva dama ZDA, ko je bil njen mož, Gerald, predsednik ZDA med letoma 1974 in 1977.
Leta 1982 je bila soustanoviteljica klinike za zdravljenje alkoholizma in odvisnosti od tablet. Klinika nosi ime Betty Ford Center.